# Ti gutter og en gjente
Ti gutter og en gjente är en norsk svartvit barnfilm från 1944 i regi av Alexey Zaitzow. I rollerna ses bland andra Else Budde, Arol Selmer och Knut Tønnesen.

## Handling
Den fattige gatumusikanten Markus är förälskad i Vivian och så är även hans rival Petter. Han är svartsjuk på Markus och tar till alla knep för att ge honom problem. När Markus mister sitt dragspel får att hjälp av tio gatpojkar för att få tillbaka det.

## Rollista
- Else Budde – Vivian
- Arol Selmer – Markus, gatumusikant
- Knut Tønnesen – Petter, gatans skurk
- Cecil Aagaard – brandmannen
- Snefrid Aukland – en dam
- Øistein Fredstie – Tobben
- Per Hagelsten –Finge'n
- Ole Viktor Hagen – Hans
- Jens Holstad – musikhandlaren
- Victor Ivarson – Nilles far, teaterchefen
- Tommie Larsen – Skravla
- Karin Meyer – Markus mor
- Kåre Næss – Nille
- Tor Oskar Næss – Ola
- Bjørn Pedersen – Knerten
- Stein Rogge – Vorta
- Per Torkildsen – Per
- Ragnar Østrem – Kjøttkaka

## Om filmen
Filmen är Alexey Zaitzows första och enda filmregi. Han skrev även filmens manus efter en idé av Arne Stig. Den producerades av bolaget Efi produksjon AS med Lauritz Lied som produktionsledare. Sixten Andersen gjorde filmens exteriörfoto och Ottar Gladvedt interiörfotot. Zaitzow var scenograf och Reidar Lund klippare. Filmen hade premiär den 28 augusti i Norge.